# Mestna avtobusna linija št. 5 (Ljubljana)
Mestna avtobusna linija številka 5 PODUTIK – ŠTEPANJSKO NASELJE je ena izmed 33 avtobusnih linij javnega mestnega prometa v Ljubljani. Poteka v smeri zahod - severozahod - vzhod. Povezuje Podutik, Koseze, Šiško, Kodeljevo in Štepanjsko naselje s centrom mesta.

## Zgodovina
Leta 1957 so uvedli trolejbusno progo št. 5, ki je obratovala na relaciji Litostroj – Vič. Tri leta kasneje je bila proga podaljšana do Vižmarij, a že leta 1961 pa je bila prvič ukinjena. Progo št. 5 so ponovno uvedli 1. aprila 1963, in sicer na relaciji Litostroj - Stožice. Ker se je trasa proge prekrivala s traso proge št. 8, so progo leta 1967 ponovno ukinili. 
Ponovno so jo vzpostavili 3. julija 1974, a tokrat so na njej pričeli obratovati avtobusi. V tistem času so začeli z gradnjo terasastih blokov in enodružinskih hiš v Kosezah, Podutik pa še vedno kot del Ljubljane ni imel redne avtobusne proge (zanimivo je, da je bil Podutik za kratek čas že povezan z avtobusno progo, in sicer leta 1929, ko je zasebni prevoznik Čarman dobil koncesijo za vožnje). Sprva je nova proga obratovala v intervalu na 20 minut na relaciji Podutik – Hrvaški trg, 3. novembra 1975 pa so jo s Hrvaškega trga že podaljšali preko Poljan do Kodeljevega, kjer je imela tedaj že obračališče proga št. 9. Večerno, krajšo različico proge št. 5a na relaciji Podutik – Bavarski dvor med 21.00 in 22.30 so uvedli po podaljšanju trase in rednega obratovanja proge št. 9 s Kodeljevega do Štepanjskega naselja. 
Na začetku 90. let 20. stoletja so preozko obračališče iz središča naselja Podutik prestavili na njegovo obrobje nasproti asfaltne baze, kjer so uredili večjega. Na relaciji Podutik – Kodeljevo je nato proga obratovala do 1. aprila 1992, ko je bila podaljšana po Litijski in Pesarski ulici do obračališča v Štepanjskem naselju. Progi 5a so novembra 2003 podaljšali obratovalni čas od 22.30 do 0.30, julija naslednje leto pa so ga skrajšali do 24.00. Septembra 2007 je nočna linija dobila oznako N5. 1. septembra 2009 je bila tudi linija N5 podaljšana do Štepanjskega naselja, še vedno pa obratuje preko Bavarskega dvora, kjer je potnikom omogočeno prestopanje na ostale nočne linije.
28. junija 2010 je bil podaljšan obratovalni čas na liniji N5 s 3.15 na 2.50 ob delavnikih in sobotah, ter s 4.15 na 3.50 ob nedeljah in praznikih; zadnji odhod pa je bil s 24.00 prestavljen na 0.20.
V času razglašene epidemije so zaradi nočne omejitve gibanja začasno ukinili nočne vožnje avtobusov; po ponovni vzpostavitvi so 26. aprila 2021 skrajšali režim obratovanja, in sicer je sedaj prvi odhod iz centra ob 4.30, zadnji pa ponovno ob 24.00.

## Trasa
Linija 5
- smer PODUTIK – ŠTEPANJSKO NASELJE: Podutiška cesta - Šišenska cesta - Celovška cesta - Gosposvetska cesta - Dalmatinova ulica - Komenskega ulica - Ilirska ulica - Hrvatski trg - Trubarjeva cesta - Rozmanova ulica - Poljanska cesta - Glonarjeva ulica - Povšetova ulica - Kajuhova ulica - Litijska cesta - Pesarska cesta.
- smer ŠTEPANJSKO NASELJE – PODUTIK: Pesarska cesta - Litijska cesta - Kajuhova ulica - Povšetova ulica - Glonarjeva ulica - Poljanska cesta - Rozmanova ulica - Ilirska ulica - Komenskega ulica - Tavčarjeva ulica - Slovenska cesta - Gosposvetska cesta - Celovška cesta - Šišenska cesta - Podutiška cesta.

Linija N5
- smer PODUTIK – ŠTEPANJSKO NASELJE: Podutiška cesta - Šišenska cesta - Celovška cesta - Tivolska cesta - Slovenska cesta - Dalmatinova ulica - Komenskega ulica - Ilirska ulica - Hrvatski trg - Trubarjeva cesta - Rozmanova ulica - Poljanska cesta - Glonarjeva ulica - Povšetova ulica - Kajuhova ulica - Litijska cesta - Pesarska cesta.
- smer ŠTEPANJSKO NASELJE – PODUTIK: Pesarska cesta - Litijska cesta - Kajuhova ulica - Povšetova ulica - Glonarjeva ulica - Poljanska cesta - Rozmanova ulica - Ilirska ulica - Komenskega ulica - Tavčarjeva ulica - Slovenska cesta - Tivolska cesta - Celovška cesta - Šišenska cesta - Podutiška cesta.

## Režim obratovanja
Linija obratuje vse dni v letu, tj. ob delavnikih, sobotah, nedeljah in praznikih. Avtobusi najpogosteje vozijo ob delavniških prometnih konicah.
Obstaja pa tudi nočna izpeljanka omenjene linije, in sicer:
- Linija N5 PODUTIK – Bavarski dvor – ŠTEPANJSKO NASELJE, ki obratuje vsak dan v intervalu na 30-45 minut (ob delavnikih in sobotah med 4.14 in 5.00, ob nedeljah in praznikih med 5.14 in 6.00 ter vsak dan med 20.40 in 24.00).

### Preglednice časovnih presledkov v minutah
| št. | ura           | 1.9. - 25.6. | 26.6. - 31.8. |
| --- | ------------- | ------------ | ------------- |
| N5  | 4.14 - 5.00   | 30           | 30            |
| 5   | 5.00 - 6.10   | 16-20        | 20            |
| 5   | 6.10 - 7.00   | 14           | 15            |
| 5   | 7.00 - 7.30   | 10-11        | 16            |
| 5   | 7.30 - 8.40   | 14           | 20            |
| 5   | 8.40 - 13.00  | 16-17        | 22            |
| 5   | 13.00 - 16.00 | 12-14        | 20            |
| 5   | 16.00 - 20.40 | 16-17        | 22            |
| N5  | 20.40 - 22.40 | 30           | 30            |
| N5  | 22.40 - 24.00 | 45           | 45            |

| št. | ura           | vse leto |
| --- | ------------- | -------- |
| N5  | 4.14 - 5.00   | 30       |
| 5   | 5.00 - 6.00   | 25       |
| 5   | 6.00 - 8.00   | 25       |
| 5   | 8.00 - 22.40  | 25       |
| N5  | 22.40 - 24.00 | 45       |

| št. | ura           | vse leto |
| --- | ------------- | -------- |
| N5  | 5.14 - 6.00   | 30       |
| 5   | 6.00 - 20.40  | 30-35    |
| N5  | 20.40 - 22.40 | 30       |
| N5  | 22.40 - 24.00 | 45       |

## Izhodišča za izletniške točke
Z obračališča Podutik se je možno peš podati na naslednji izletniški točki v bližnji in daljni okolici:
- Toško Čelo,
- Topol pri Medvodah.